# Harold Gleason
Harold Gleason (* 26. April 1892 in Jefferson, Ohio; † 28. Juni 1980 in La Jolla, San Diego County, Kalifornien) war ein US-amerikanischer Organist, Musikpädagoge und Musikwissenschaftler.

## Leben
Harold Gleason war Schüler von Edwin Lemare und Lynnwood Farnam. Er war Organist und Chorleiter an der New Yorker Fifth Avenue Presbyterian Church, bevor er als persönlicher Organist und Musikdirektor George Eastmans 1919 nach Rochester kam. Im gleichen Jahr gründete er die David Hochstein Memorial Music School, die 1920 eröffnet wurde, und deren Direktor er wurde. Für die im Entstehen begriffene Eastman School of Music entwarf er die Orgeln für die Kilborn Hall und das Strong Auditorium. 1920 ging er nach Paris, um bei Joseph Bonnet zu studieren, den er dafür gewann, 1922 und 1923 jeweils mehrere Wochen an der Eastman School zu unterrichten.
Selbst übernahm Gleason die Leitung des Orgeldepartments der Eastman School, außerdem wirkte er als Organist an verschiedenen Kirchen Rochesters und trat als Konzertorganist in den USA, Kanada und England auf. Von 1932 bis 1955 leitete er den Graduiertenunterricht der Schule. Er verfasste eine Orgelschule ( Method of Organ Playing) sowie die Anthologien Outlines of Music Literature und Examples of Music before 1400 und war Koautor der Anthology of Music in America, 1620-1865.